# Nynäs gård, Nynäshamn

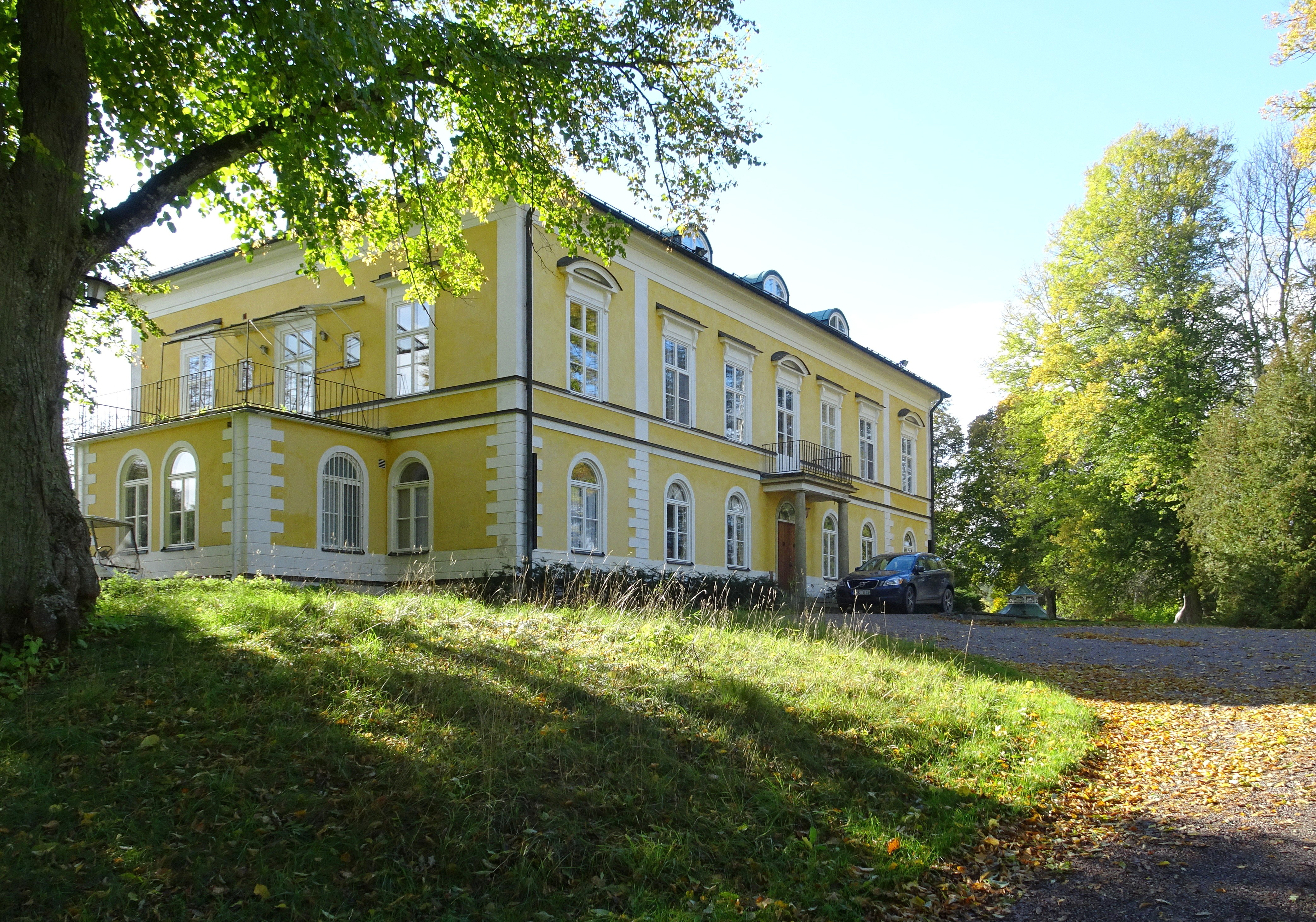
Nynäs gårds huvudbyggnad, oktober 2017.

Nynäs gård är en herrgård och ett tidigare säteri som ligger väster om Nynäshamn i Ösmo socken och Nynäshamns kommun, Stockholms län. Gården blev säteri redan på medeltiden då en ståndsmässig, ny byggnad uppfördes på "Näset". Gården, som gav orten Nynäshamn sitt namn, ligger innanför Nynäsviken och strax väster om Nynäsgårds pendeltågsstation.

## Medeltid

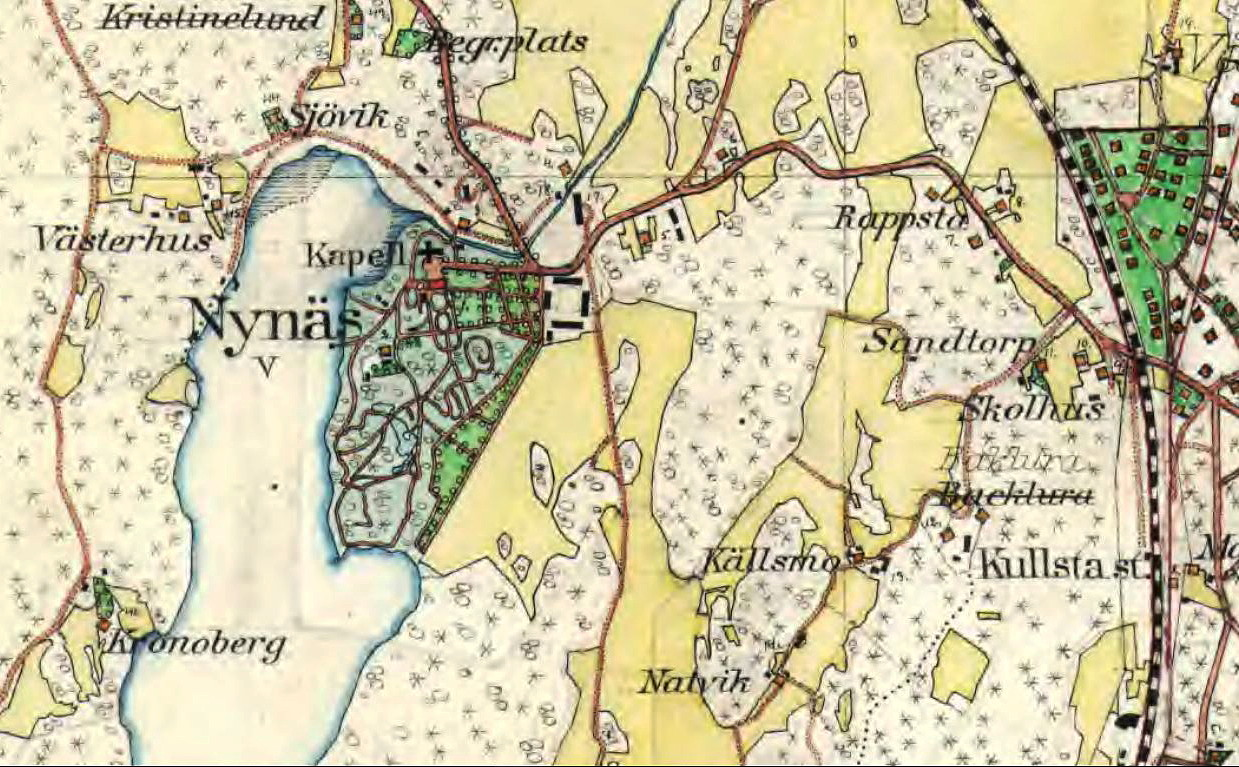
Nynäs gård med omgivning på Häradsekonomiska kartan omkring 1900.

Godset nämns första gången 1289 och hörde under medeltiden tillsammans med Fållnäs, Hammersta och Årsta till de största godsen på Södertörn. Nynäs ägdes och beboddes 1383 av riddaren Magnus Bengtsson (Ulv). Egendomen ärvdes sedan inom släkten av bland andra riddaren Gotskalk Bengtsson (Ulv) (1453), Arendt Bengtsson (Ulv) (1459), Gotskalk Arendtsson (Ulv) (1520) och hans änka Elin Nilsdotter Sparre (1526). Därefter tillhörde godset medlemmar av släkterna Fleming, Bielke, Oxenstierna och Rosenstierna.

## 1700- och 1800-talen

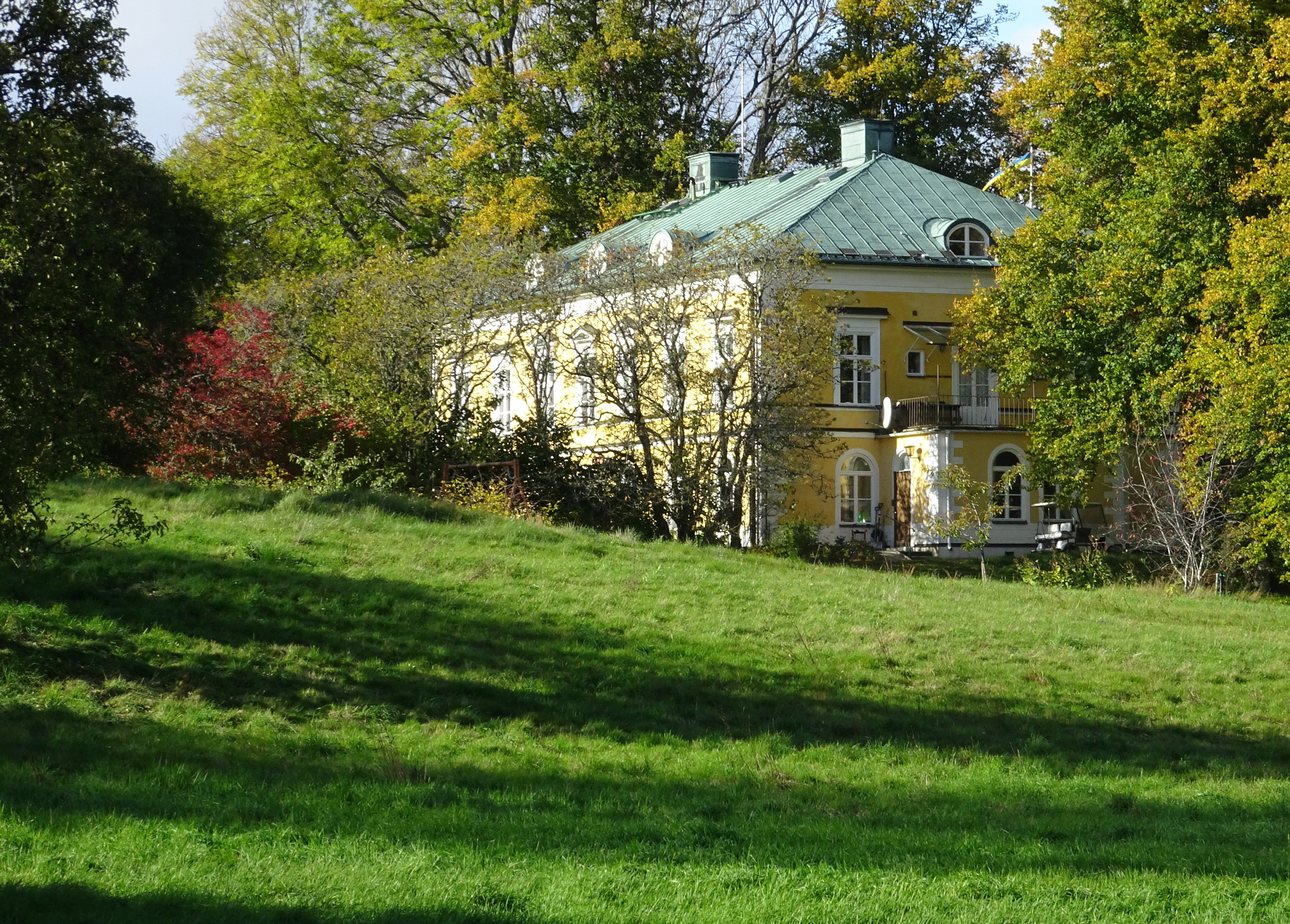
Huvudbyggnaden.

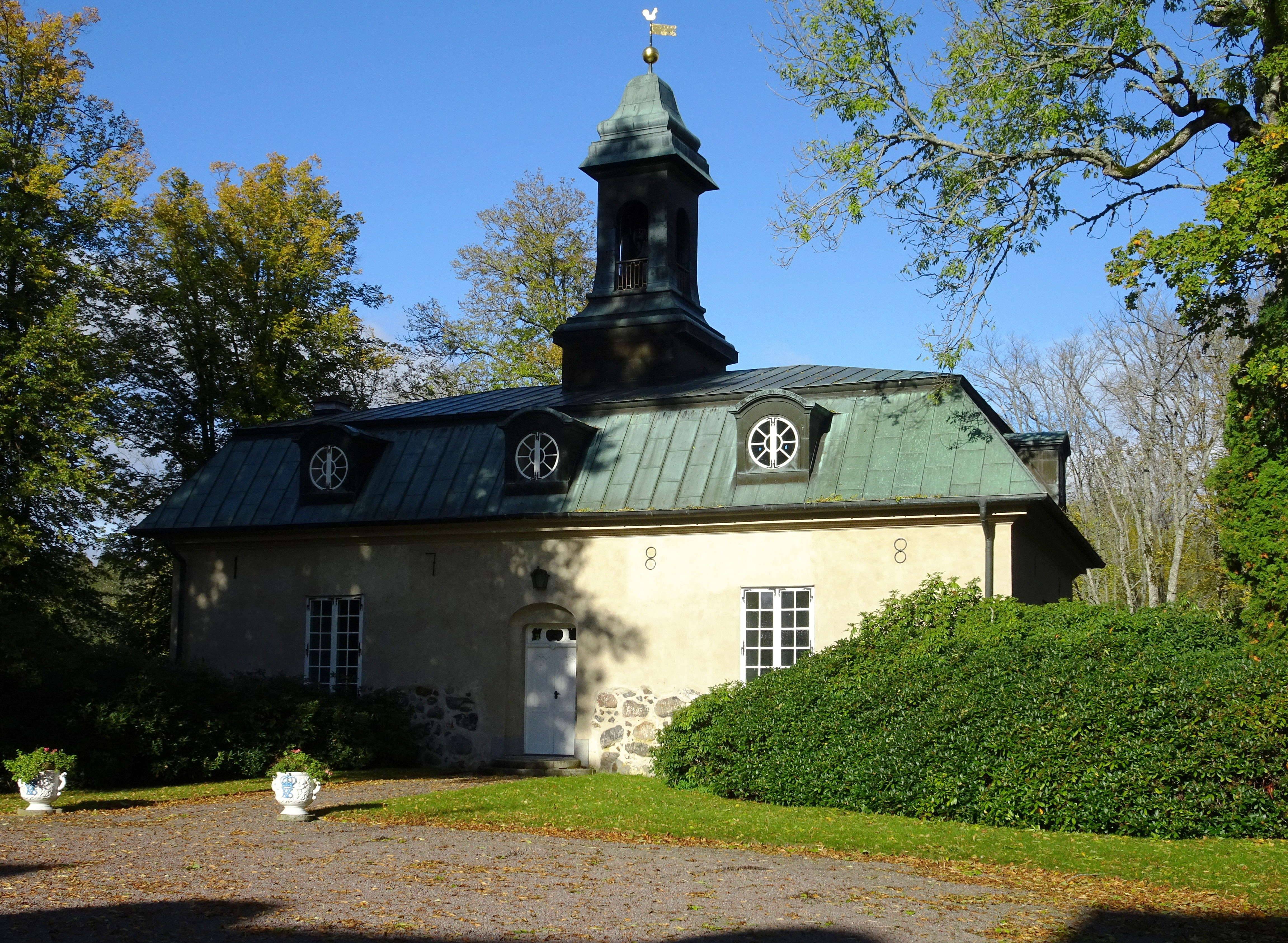
Gamla kapellet.

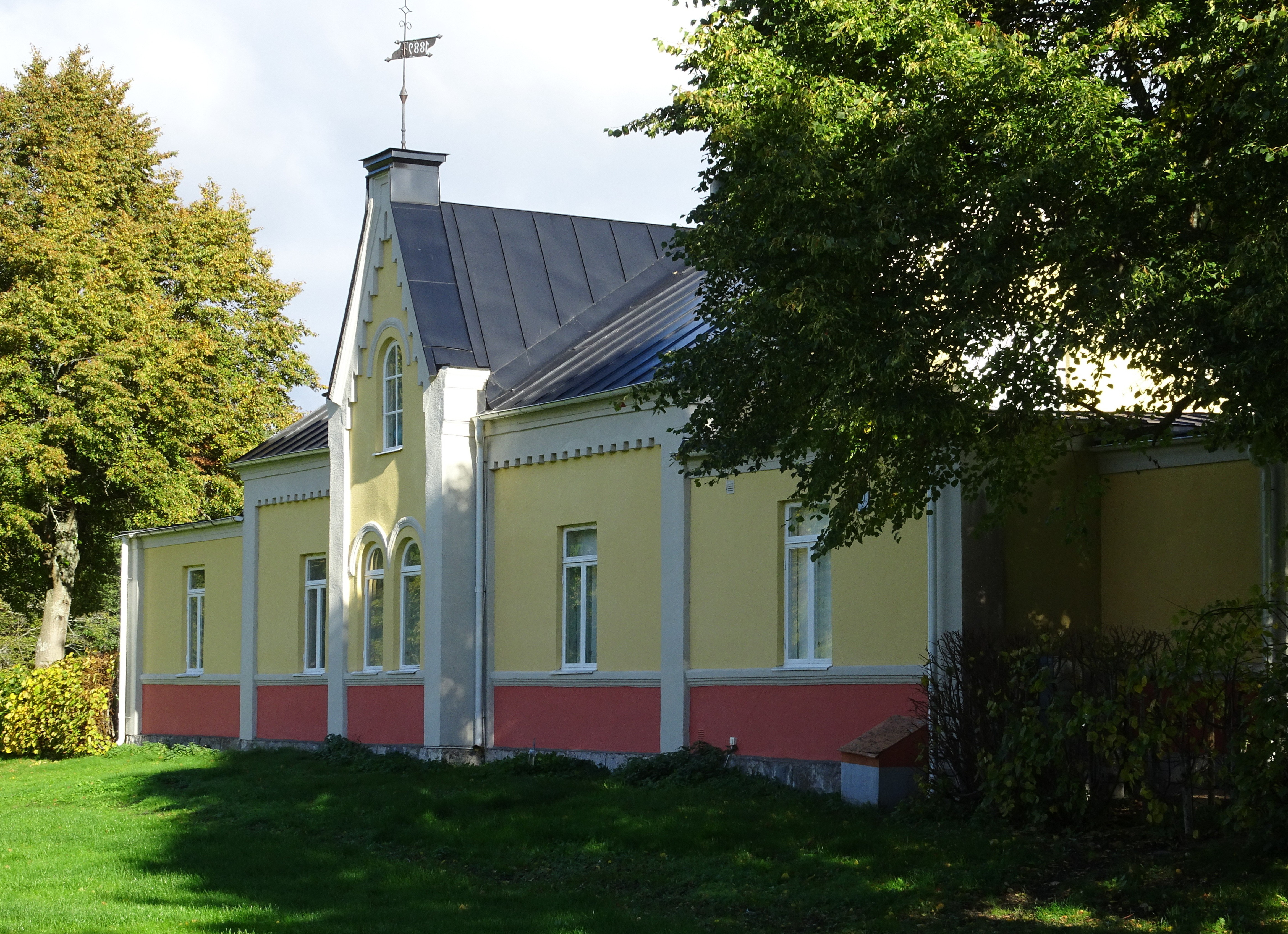
Gamla gårdskontoret.

Under 1700-talet tillträdde medlemmar av släkten Törnflycht som ägare. Under fru Törnflychts tid plundrades Nynäs och flera underliggande gårdar i samband med rysshärjningarna 1719. Efter Törnflycht innehades gården av släkterna Wrede, Sparre, Wrangel och Armfelt. Gustaf Mauritz Armfelt köpte gården 1790 och sålde den 1809 till den finlandssvenske godsägaren Karl Fredrik Bremer (Fredrika Bremers far). Bremer hade just flyttat från Finland och förvärvat godset Årsta i Österhaninge kommun som sommarresidens för sig och sin familj men man bodde tidvis på Nynäs medan det förfallna Årsta upprustades. 1812 sålde Bremer Nynäs till generalen Carl Johan Adlercreutz.
Han avled redan 1815 och lämnade gården i arv till sina söner Carl Gustaf och Johan Henrik. Då existerade fortfarande den gamla huvudbyggnaden som sedan ersattes av Carl Gustaf Adlercreutz (ensam ägare till Nynäs efter 1829). Han gav arkitekten Fredrik Blom i uppdrag att rita en ny manbyggnad som uppfördes 1835 och gestaltades i nyklassicistisk stil. Han gjorde även stora insatser att försköna gården och dess omgivning.
Vid den tiden hade gården en egen kalkugn och kvarn. Som mest låg under godset 52 gårdar och torp, vilket motsvarar en stor del av Södertörn. Carl Gustaf Adlercreutz avled barnlös 1883 varmed godset övergick till hans brorson Oskar Nikolaus Adlercreutz. Även han gjorde stora insatser på godset genom renoveringar, moderniseringar och nya ekonomibyggnader.

## 1900-talet
År 1892 sålde han egendomen till professor Hjalmar Sjögren och dennes hustru Anna, född Nobel (Ludvig Nobels dotter). Paret skapade genom fortlöpande ombyggnader, värdefulla inredningar och konstföremål ett vacker, påkostat hem. Sjögren tog även initiativet till att bygga Nynäs Villastad och en uthamn till Stockholm, som bildade Nynäshamn i samband med Nynäsbanans tillkomst. 1914 omfattade egendomen 3 674 hektar land, varav 790 hektar åker. Efter Hjalmar Sjögrens död 1922 behöll hans hustru Nynäs i ytterligare fem år innan hon sålde vidare till godsägaren Anders Bergengren. Hon själv flyttade till Stockholm där hon bodde fram till sin död 1935.
År 1930 blev skeppsredaren och industrimannen Axel Ax:son Johnson ny ägare till egendomen, samt till Nynäsbanan och godsets stora markområden. Hans dotter Mildred, gift von Platen, övertog godset 1968. Idag ägs godset av familjen von Platen som driver gården under namnet NV Gårdsförvaltning. Man sysslar med produktion av bland annat ekologisk spannmål, skogsbruk samt uthyrning av bostadsfastigheter. Efter nästan 30 år utan djur planerar man för en köttdjursbesättning och mjölproduktion.

## Gården och omgivningen
Nynäs corps de logi nås via en lindplanterad allé från gamla Nynäsvägen. Nuvarande manbyggnad i nyklassicistisk stil uppfördes 1835 åt Carl Gustav Adlercreutz efter ritningar av Fredrik Blom. Den består av ett reveterat timmerhus i två våningar med en kolonnburen altan över huvudentrén. Nedre våningens fönster är rundbågiga medan de i övervåningen har raka avslut som kröns av kornischer. Fasaderna är gulfärgade och indelade i fält av ljusa pilaster och hörnkedjor. Huset restaurerades 1941 under ledning av arkitekt Ivar Tengbom när Axel Ax:son Johnson var ägare. Vid denna ombyggnad gjordes taket något brantare och försågs med takkupor så att vinden kunde inredas med några mindre rum. Byggnaden fick även ett nytt kök som Tengbom formgav. 
Byggnaden, som har öppna vyer mot Nynäsviken, är omgiven av en vacker park. Söder om huvudbyggnaden sträckte sig en engelsk park med slingrande vägar. I öster ligger ekonomibyggnader från 1880-talet samt ett gårdskontor ritat av Magnus Isaeus 1889. Till parkens utsmyckningar hör även stora tranor och andra fåglar i brons. Ett litet lusthus i kinesisk stil tillkom 1957 sydväst om huvudbyggnaden, nära stranden. Intill gamla landsvägen norr om gården återfinns den så kallade Toröstenen, ett gammalt flyttblock som enligt en inskription på en metallskylt var "Gammal samlingsplats för bygdens ungdom".
Till herrgården hörde ett gårdskapell från 1600-talet, som står mittemot huvudbyggnaden. Kapellet är den äldsta bevarade byggnaden på tomten, troligen med byggnadsdelar från medeltiden. Det blev ombyggt 1788 och fick då sitt nuvarande utseende med en klocklanternin. De sista gudstjänsterna hölls 1912, därefter inreddes kapellet till bibliotek som innehåller även en stor orientalisk vapensamling. Den gamla predikstolen, utförd 1599 av Caspar Snickare för Ösmo kyrka flyttades till kapellet 1667. Den fick vara kvar och påminner om byggnadens tidigare funktion.

## Gårdskyrkogården
En liten gårdskyrkogård finns utmed gamla landsvägen och strax norr om godsets infartsväg. Ett rödmålat, väderkvarnliknande klocktorn byggdes på 1800-talet med av gårdens invånare insamlade pengar. En gång i tiden var kyrkogården endast till för dem som arbetade på Nynäs gods. På begravningsplatsen kvarstår även en gravsten i trä. På den står: Här hvilar. And. Olof Gustafsson från Eklund. * 1829  † 1900. På gårdskyrkogården har även några av Nynäs ägare funnit sin sista vila, bland dem Anna och Hjalmar Sjögren med eget mausoleum och Henrik von Platen (1957-2014) med sin grav nedanför klocktornet.

## Bilder, omgivningen

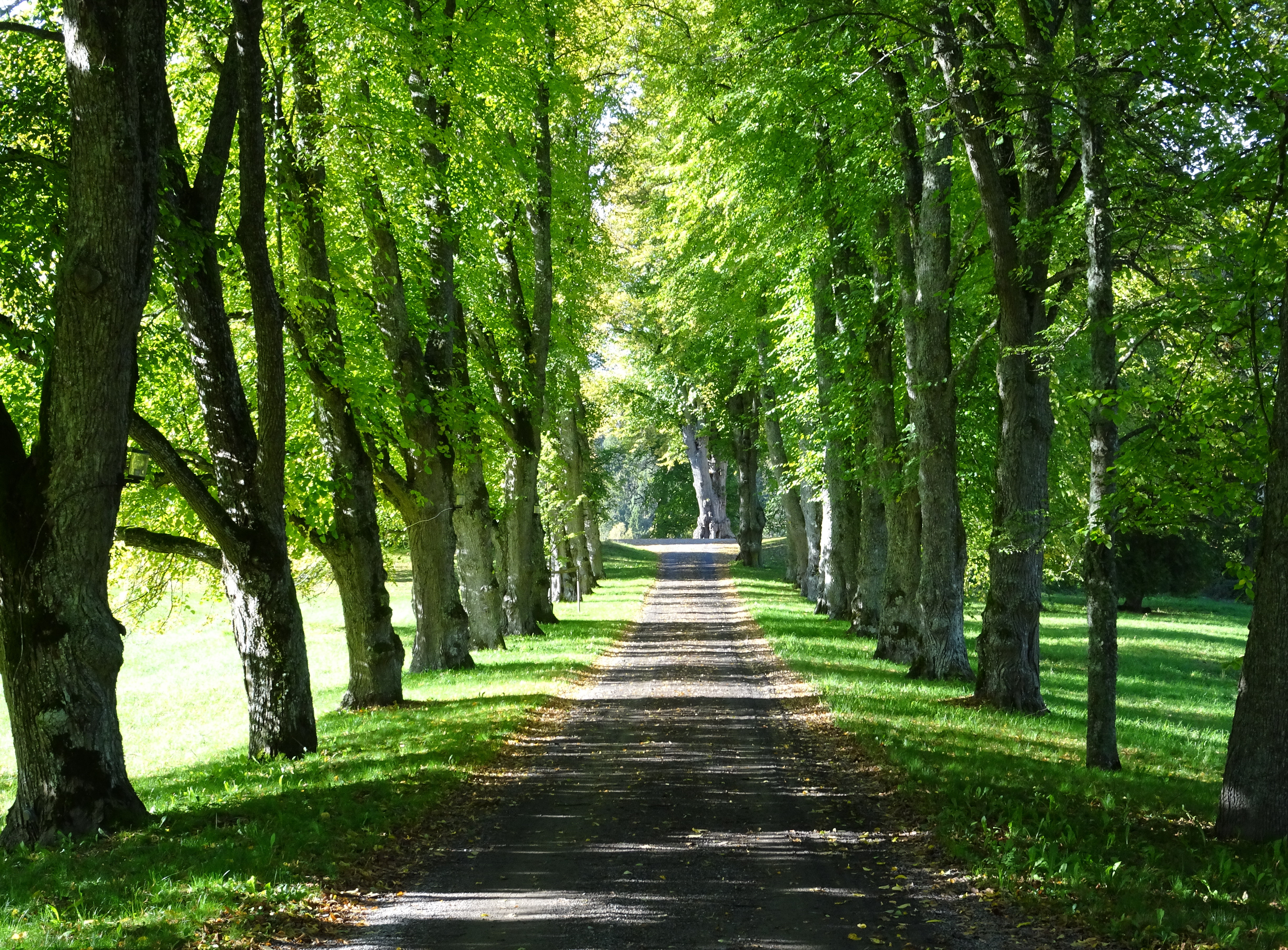
Lindallén
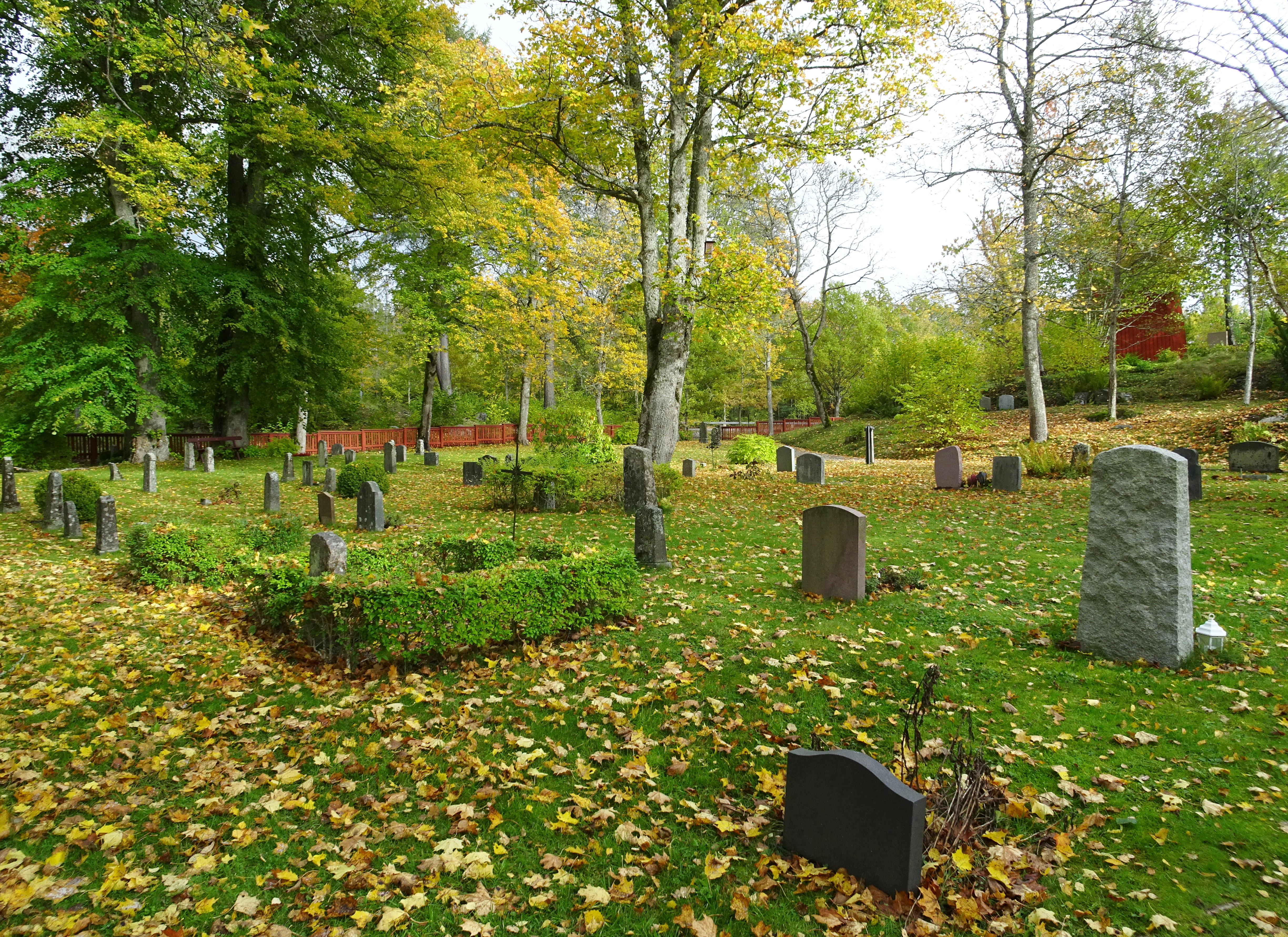
Nynäs gårds begravningsplats
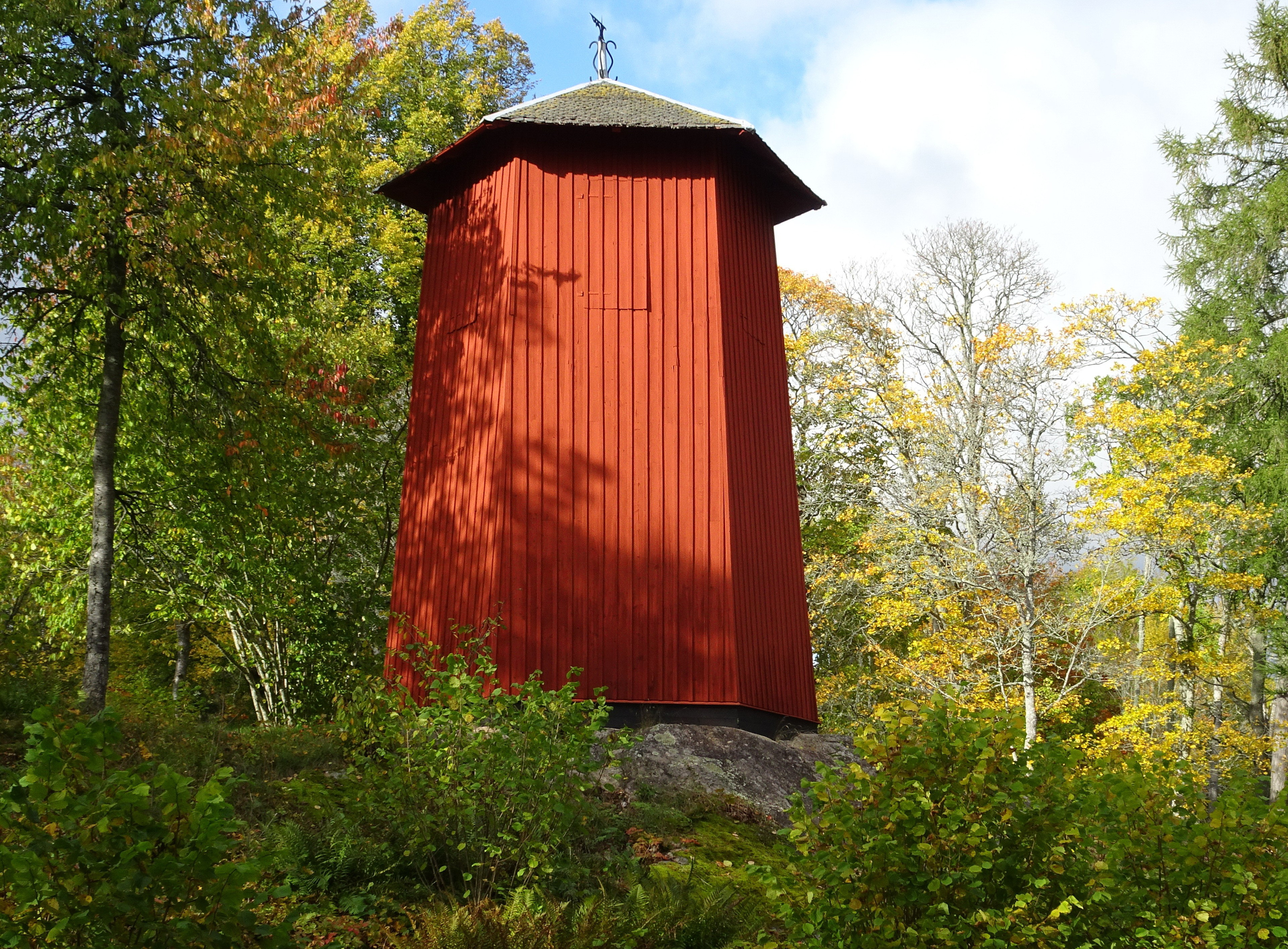
Nynäs gårds begravningsplats, klocktornet
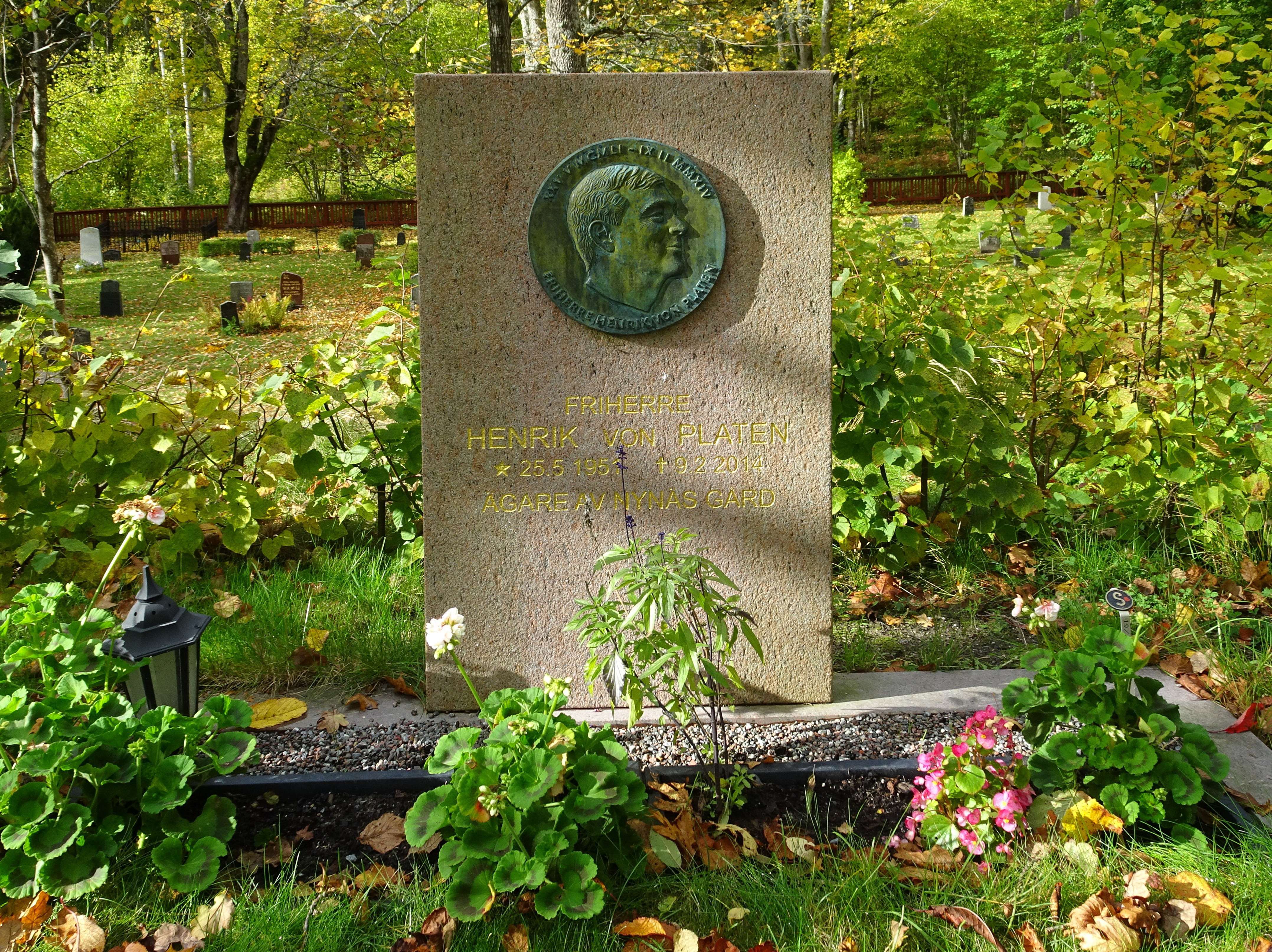
Henrik von Platens grav
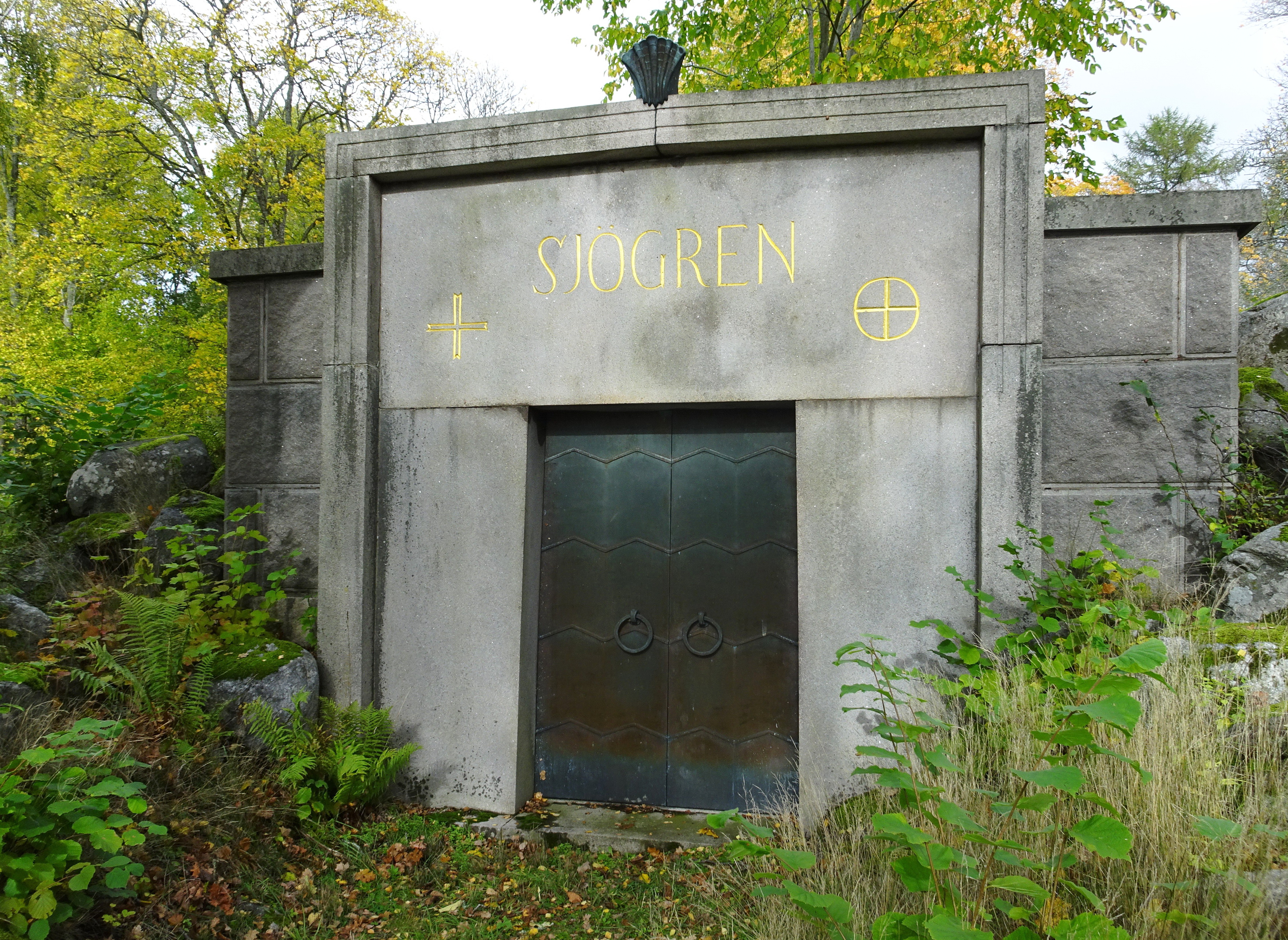
Hjalmar och Anna Sjögrens mausoleum